# Prnjavor
Prnjavor (ciríl·lic: Прњавор) és una ciutat de la part nord de Bòsnia i Hercegovina, amb una població de 38399 persones segons els resultats preliminars del cens de 2013. Prnjavor forma part de la República Srpska. Es troba a la part nord de Bòsnia i Hercegovina a prop de Banja Luka, que es troba a l'oest de Prnjavor. Actualment, segons els resultats preliminars del cens de 2013, Prnjavor té una població total de 38.399.